# Monte Altissimo di Nago
Il monte Altissimo di Nago è una montagna delle Prealpi Bresciane e Gardesane di 2.078 m s.l.m., la cui prominenza è di circa 500 m. Fa parte delle Prealpi Gardesane Orientali, è la vetta più alta della parte settentrionale della catena del monte Baldo e si trova sul territorio del comune di Nago-Torbole in Trentino, con la vetta di Brentonico, e di Malcesine. Sulla sua sommità si trova il rifugio Damiano Chiesa e una chiesetta.

## Descrizione

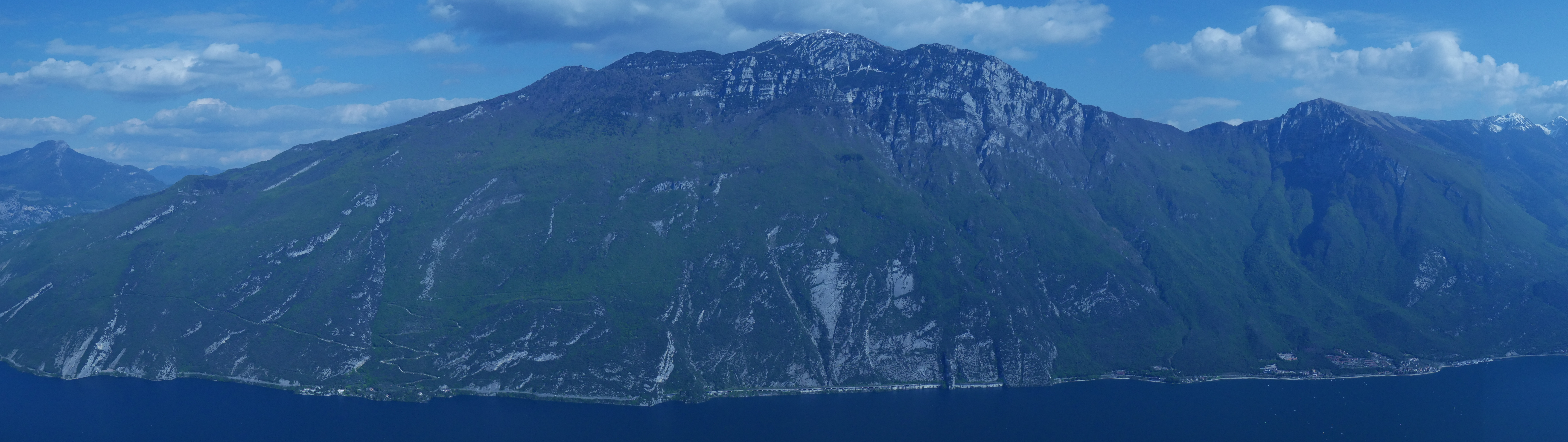
Panoramica del Monte Altissimo di Nago e delle sue vette

Il monte Altissimo di Nago è la vetta più alta nella parte settentrionale della dorsale del monte Baldo che si estende approssimativamente da nord a sud. Altri picchi importanti di questa catena sono, a sud, Cima delle Pozzette (2.132 m), Cima Valdritta (2.218 m), cima Fontanelle (2.208 m)e Punta Telegrafo (2.200 m). 
Tra l'Altissimo e il monte Baldo si trova il valico della Bocca di Navene (1.420 m).

## Storia

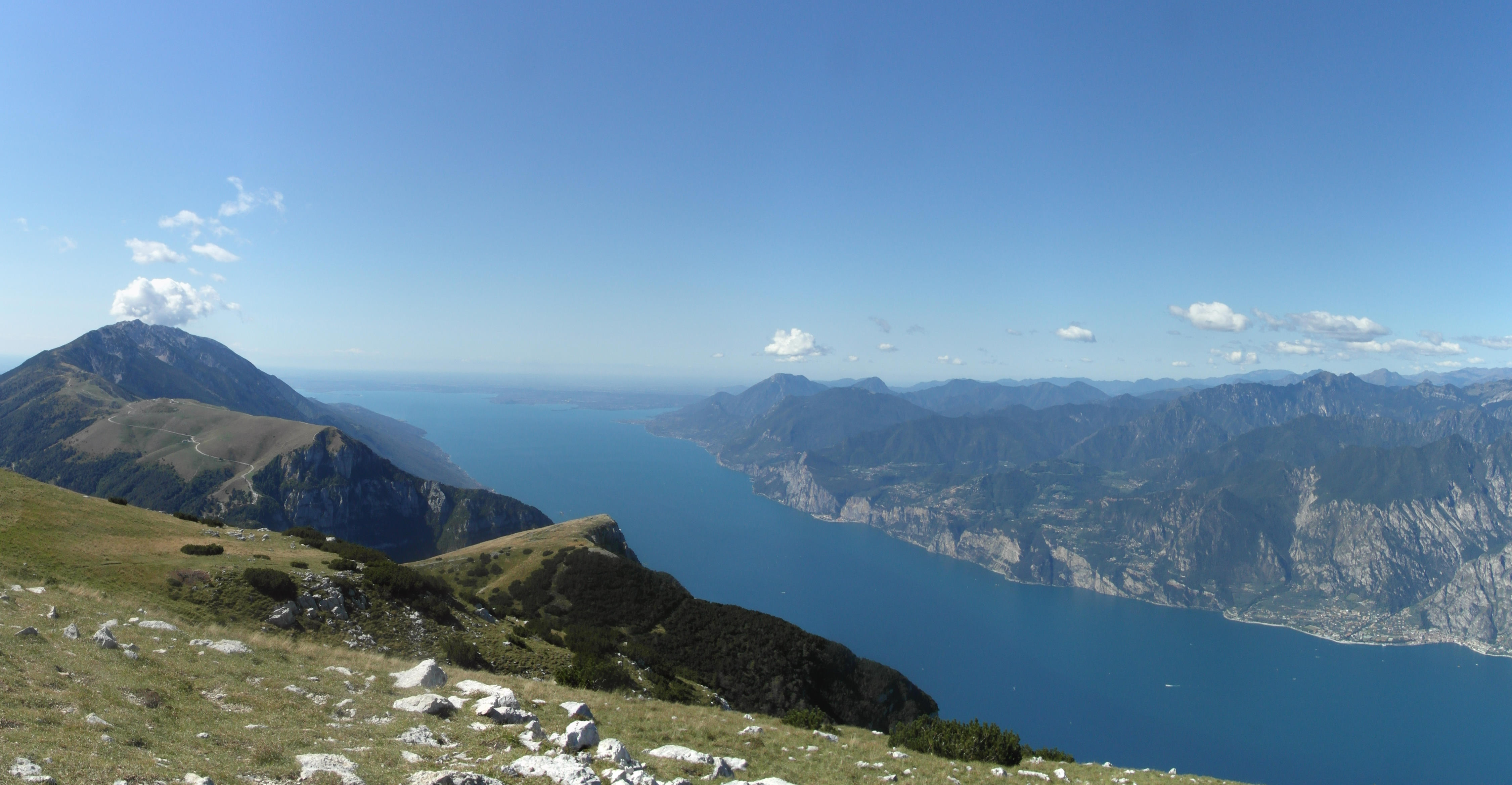
Panorama sul monte Baldo e sul lago di Garda

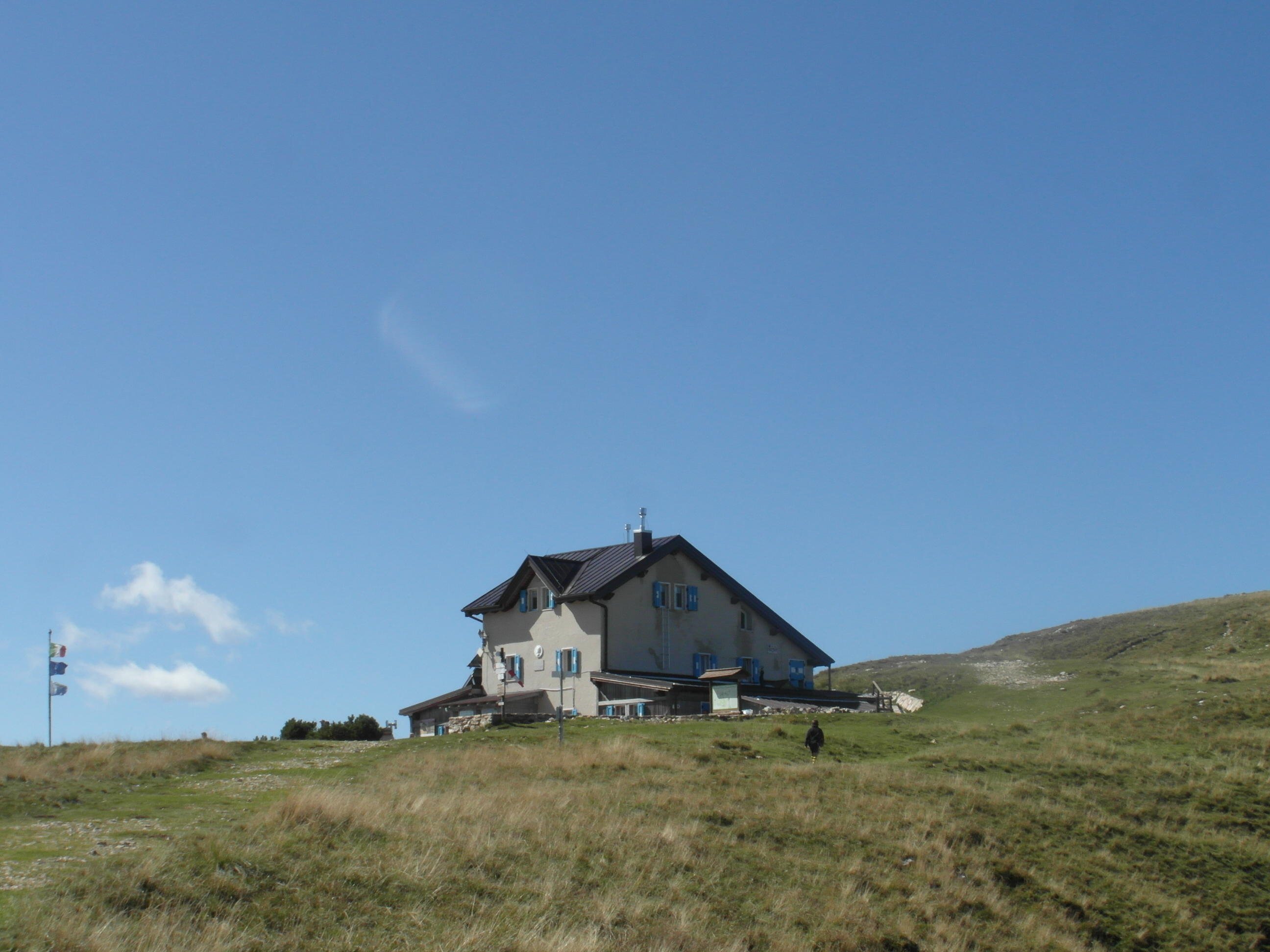
Rifugio Damiano Chiesa

Facendo escursioni sul monte Altissimo è possibile osservare trincee e piccole fortificazioni risalenti alla prima guerra mondiale, essendo stato parte del fronte del Baldo. 
Inizialmente difeso dagli austro-ungarici e poi conquistato dall'esercito italiano durante il primo giorno di guerra. In questo contesto viene percorso il sentiero attrezzato Sentiero delle vipere.

## Flora del Baldo
Il monte Altissimo e le zone limitrofe (in particolare la riserva naturale "Bés-Corna Piana", situata a poche centinaia di metri dallo stesso) sono caratterizzate da una flora ricchissima e talvolta endemica, tutto ciò grazie ad un microclima particolare dovuto all'influenza del lago di Garda e al fatto che la zona non è stata interessata dall'ultima glaciazione. 
Il monte Altissimo è per la maggior parte ricoperto da prati ma alla base è presente anche una piccola zona boschiva.
La fauna è tipica di alta montagna ma con presenza di specie animali comuni in collina e fondovalle, grazie alla vicinanza del lago di Garda. Sui pendii e nei boschi del rilievo e dintorni vivono mammiferi quali l'orso bruno (Ursus arctos arctos), giunto qui da alcuni anni e che conta dai 3 ai 5 esemplari stabili, di cui anche femmine con prole oltre ad altri peregrinanti, il lupo (Canis lupus italicus) presente con due branchi riproduttivi, uno accertato sull'altopiano di Brentonico e zone limitrofe ed uno, il primo formatosi nel 2020, che frequenta l'area del versante gardesano e del fondovalle di Loppio, branchi che nel periodo riproduttivo superano la dozzina di individui totali oltre ad un numero variabile ed incerto di singoli erranti in dispersione in tutto il massiccio, la rara lince (Lynx lynx), documentata e avvistata a più riprese negli anni, ultimamente sul Varagna, versante est, e nella zona di Bocca di Navene, seppur in numero non quantificabile di individui presenti, ben diffusi poi la volpe (Vulpes vulpes), il tasso (Meles meles), la faina (Martes foina), la martora (Martes martes), l'ermellino (Mustela erminea), la talpa (Talpa europaea), lo scoiattolo (Sciurus vulgaris), il ghiro (Glis glis), la marmotta (Marmota marmota), la lepre comune (Lepus europaeus) e l'istrice (Hystrix cristata) abitanti boschi di latifoglie, conifere e pascoli del rilievo. Nelle pendici naghesi è stata di recente anche accertata la comparsa di almeno un adulto di gatto selvatico (Felis silvestris), animale elusivo e in via di estinzione, e del passaggio negli ultimi anni di un paio di esemplari di sciacallo dorato (Canis aureus) tramite fototrappole con anche l'accertamento di un nucleo familiare stanziale riferito al versante ovest nell'ultimo anno. Considerevole la popolazione di ungulati quali cervo (Cervus elaphus), capriolo (Capreolus capreolus), cinghiale (Sus scrofa) e colonie in quota di camoscio (Rupicapra rupicapra). Le specie di uccelli sull'Altissimo vedono anche qui quelli caratteristici e comuni in alta montagna: l'allodola (Alauda arvensis), il pettirosso (Erithacus rubecula), il rondone pallido (Apus pallidus), il rampichino (Certhia brachydactyla), il picchio nero (Dryocopus martius), il torcicollo (Jynx torquilla), la ghiandaia (Garrulus glandarius) e il corvo imperiale (Corvus corax); e tra i rapaci nidificano qui l'aquila reale (Aquila chrysaetos), che ad oggi vede la presenza confermata di due coppie nidificanti in prossimità della vetta ( dati 2025 ), la poiana (Buteo buteo), l'astore (Accipiter gentilis), lo sparviere (Accipiter nisus), il falco pecchiaiolo (Pernis apivorus) e il gheppio (Falco tinnunculus). Anche tra i rapaci notturni troviamo un'ampia varietà di specie, ad esempio il barbagianni (Tyto alba), l'allocco (Strix aluco), il gufo comune (Asio otus), la civetta capogrosso (Aegolius funereus), la civetta nana (Glaucidium passerinum) e si registrano alcune rare comunità di assioli (Otus scops) e coppie riproduttive di gufi reali (Bubo bubo), individuate in diverse aree boschivo-rocciose remote e riparate del parco. Tra i rettili e gli anfibi da citare vi sono il rospo comune (Bufo bufo), con una colonia di recente formazione, il tritone alpestre (Triturus alpestris), la salamandra alpina (Salamandra atra), la cui presenza negli ultimi anni è stata scoperta inaspettatamente in almeno due punti isolati in quota, la rana agile (Rana dalmatina), la rana di montagna (Rana temporaria), l'ululone dal ventre giallo (Bombina variegata), la lucertola vivipara (Lacerta vivipara), l'aspide (Vipera aspis), il marasso (Vipera berus) e specie a rischio estinzione quali la rana di Lessona (Pelophylax lessonae), registrata solo nel settore più elevato delle cime, e il colubro liscio (Coronella austriaca), specie sempre più rara, che qui trovano ancora rifugio e sono, seppur in numero esiguo, ancora vitali.